# General Slocum
General Slocum var en amerikansk dampdrevet hjuldamper, som blev søsat i 1891 fra et skibsværft i Brooklyn, New York.
Den 15. juni 1904, brød skibet i brand, på New Yorks East River, og udbrændte.
Det estimerede dødstal lyder på 1.021 ud af de i alt 1.342 passagerer, hvilket er den næststørste ulykke som har ramt New York City, hvor terrorangrebet på World Trade Center 11. september 2001 var den største katastrofe.
Skibet blev opkaldt efter kongresmedlem Henry Warner Slocum, havde en køl-længde på 72 meter, en bredde på 11,4 meter og et deplacement på ca. 1.200 tons, tre dampmaskiner, som trak to sidehjul/ skovlhjul. Fartøjet var i stand til at opnå en fart på 16 knob.